# جريسي
جريسي، (بالإنجليزية: Greci)‏، (الألبانية:Katundi)، هي بلدة من أربيريشي و(بلدية) في مقاطعة أفيلينو، كامبانيا، إيطاليا، وتقع على بعد حوالي 100 كم شمال شرق نابولي، وحوالي 50 كم جنوب غرب فوجيا. إنها قرية زراعية جبلية تقع على جانب الطريق أبينيني يمثل الأقلية اللغوية الحالية الوحيدة في كامبانيا ؛ استقر شعب أربيريشي، في جريسي، منذ القرن الخامس عشر.

## السكان
في سنة 1861 بلغ عدد السكان 3٬295 نسمة، وتطور العدد ليصل في سنة 2011 لـ 736 نسمة.
يظهر هذا المخطط البياني تطور النمو السكاني لـ جريسي